# 平林久和
平林 久和（ひらばやし ひさかず、1962年11月24日 - ）は、日本の実業家。株式会社インターラクト代表取締役社長。

## 人物
神奈川県出身。神奈川県立小田原高等学校卒、青山学院大学経済学部卒。
1991年に独立・会社設立以降、ライター・ジャーナリストとして活動。
スタイリスト／ファッション・コーディネーターの河井真奈は妻、フジテレビの映画プロデューサーである河井真也は義弟である。

## 来歴
1985年、株式会社JICC（現・宝島社）に入社。ゲーム雑誌『ファミコン必勝本』編集部に所属し、当時では珍しかった産業ニュースのコーナーをつくり一人で取材・執筆を担当。ベニー松山が著した『小説ウィザードリィ 隣り合わせの灰と青春』の連載と単行本の担当者でもあり、ゲームソフトのノベライズの先鞭をつけた。
1991年に独立して株式会社インターラクトを設立、代表取締役に就任する。
1994年、日本工業新聞で新聞史上初のゲームコラムの日刊連載を開始。ジャーナリストとして雑誌、新聞などの記事の執筆をする一方で、ゲームソフトメーカー・出版社・広告代理店・教育機関・法律事務所、各種公共機関向けのアナリストレポートの執筆、テレビゲーム関連企業向けのアドバイザー業務、人材開発プログラムの開発、各種講演活動などを行っている。
2000年にはゲームソフト売上の定量分析を行うシンクタンク・株式会社ディータンクを設立、取締役に就任（現職）。
2007年、セタ（2009年に倒産し現存せず。）取締役を経て7月より社長に就任、2008年に同社代表取締役を退任した。
2012年、合同会社ヘルプボタン（HelpButton.LLC）をコピーライター・クリエイティブディレクターの小霜和也、株式会社kazepro代表の戸練直木と設立する。
「水口哲也と平林久和の東京ゲームラウンジ」というインターネットラジオ番組を2年余り担当していた。株式会社マリーガル・マネジメント社の契約プロデューサーとして『DT』などに関わっていたこともある。西洋美術史に精通し、CGを学ぶ学生に講義を行っている。
財団法人デジタルコンテンツ協会『デジタルコンテンツ白書』編集委員を務める。

## 誤報
2012年3月31日、Googleとスクウェア・エニックスのコラボ企画『ファミコン版 Google マップ 8 ビット』について、コピーライト表記がされているにもかかわらず、スクウェア・エニックス未許可と誤認し「業績がいい企業が歴史に傷をつけているようで、侮蔑的」と批判している。
2012年8月31日、週プレニュースサイト内のインタビューにおいて、ドラゴンクエスト10のゲーム内容について「発売初日からサーバーがダウンしました」「モンスターとのバトル中に別プレイヤーに割り込まれ、経験値を奪われる」など、実際のゲームには含まれない内容をもって批判を展開し、インターネット上で強く非難された。
平林当人は自分にも一部非があるものの、執筆したライターに責任があると弁明している。

## 著作リスト
- ゲームクリエイター&ゲーム会社就職志望者のためのゲーム業界就職読本（1992年～2001年度版、アスキー）
- 本当に面白いゲームソフト（ぴあ）
- 新世代ゲームビジネス（日経BP社）
- ゲームの大學（メディアファクトリー）
- ゲームの時事問題（アスペクト）
- ビジネス人生論 なぜ、泣ける男は成功できるのか?（誠文堂新光社）